# Stegersbach
Stegersbach ist eine Marktgemeinde im Bezirk Güssing, im österreichischen Burgenland. Der ungarische Ortsname der Gemeinde ist Szentelek, der kroatische Santalek und der Romani-Ortsname Schtega.

## Geografie

### Geografische Lage
Die Gemeinde liegt im Südburgenland im Stremtal. Stegersbach ist die einzige Ortschaft in der Gemeinde. Diese gliedert sich weiter in die Rotten Fabitsgraben, Hinterfrauenberg, Kanischaberg, Pflegerhäuser (Weiler), Stegersbacher Berghäuser (zerstreute Häuser) und Steinbach (Dorf).

### Nachbargemeinden
|                       | Ollersdorf im Burgenland | Olbendorf |
| Burgauberg-Neudauberg | Kompass                  | Rauchwart |
|                       | Rohr im Burgenland       | Bocksdorf |

## Geschichte
Der Ort gehörte wie das gesamte Burgenland bis 1920/21 zu Ungarn (Deutsch-Westungarn). Seit 1898 musste aufgrund der Magyarisierungspolitik der Regierung in Budapest der ungarische Ortsname Szentelek verwendet werden.
Nach Ende des Ersten Weltkriegs wurde nach zähen Verhandlungen Deutsch-Westungarn in den Verträgen von St. Germain und Trianon 1919 Österreich zugesprochen. Der Ort gehört seit 1921 zum neu gegründeten Bundesland Burgenland (siehe auch Geschichte des Burgenlandes).
Marktgemeinde ist Stegersbach seit 1583 (durch Rudolf II. 1391, 1583 erneut verliehen).
Wie in vielen anderen Orten des Burgenlandes wurden auch in Stegersbach im 16. Jahrhundert kroatische Kolonisten angesiedelt (Kroatisch-Stegersbach), wobei sich die Anteile der Deutschen und der Kroaten – ähnlich wie in den Orten Antau (Otava), Kittsee (Gijeca) und Sigleß (Cikleš) – in der Vergangenheit stets in der Waage hielten. Seit Ende des 19. Jahrhunderts nimmt der Anteil der Kroaten allerdings stetig ab, sodass heute nur mehr – wenn überhaupt – ganz wenige Einwohner zur Volksgruppe der Burgenlandkroaten gezählt werden können (Anteil der Kroaten an der Gesamtbevölkerung – 1880: 37 %, 1910: 30,2 %, 1934: 11 %, 1971: 1,7 %, 2001: 0,8 %).
Stegersbach hatte bis zu den Deportationen im Zweiten Weltkrieg auch einen Roma-Bevölkerungsanteil von rund 15 %.

## Kultur und Sehenswürdigkeiten
- Alte Pfarrkirche Stegersbach

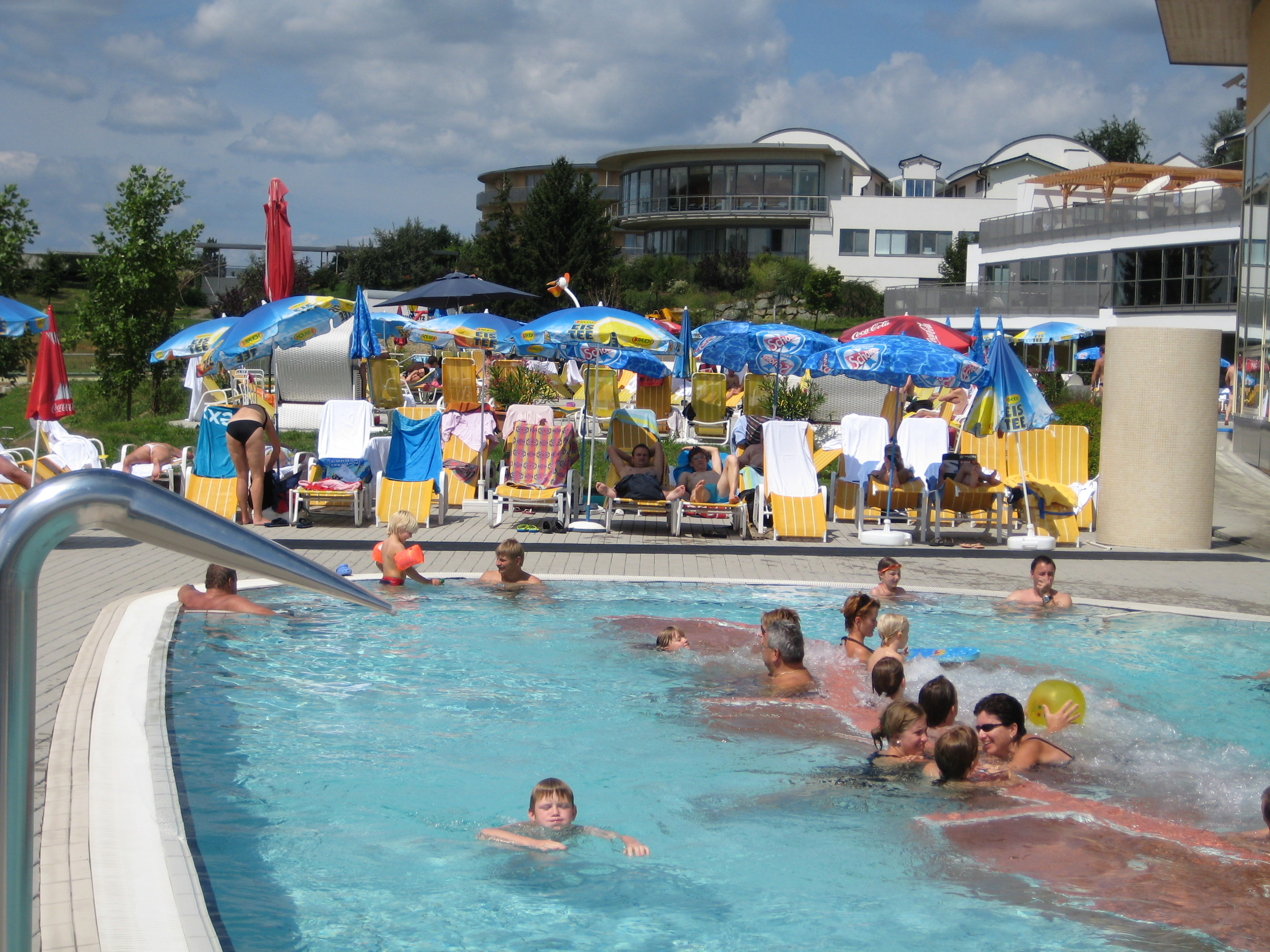
Wirtschaftlicher Mittelpunkt der Gemeinde Stegersbach ist die Therme

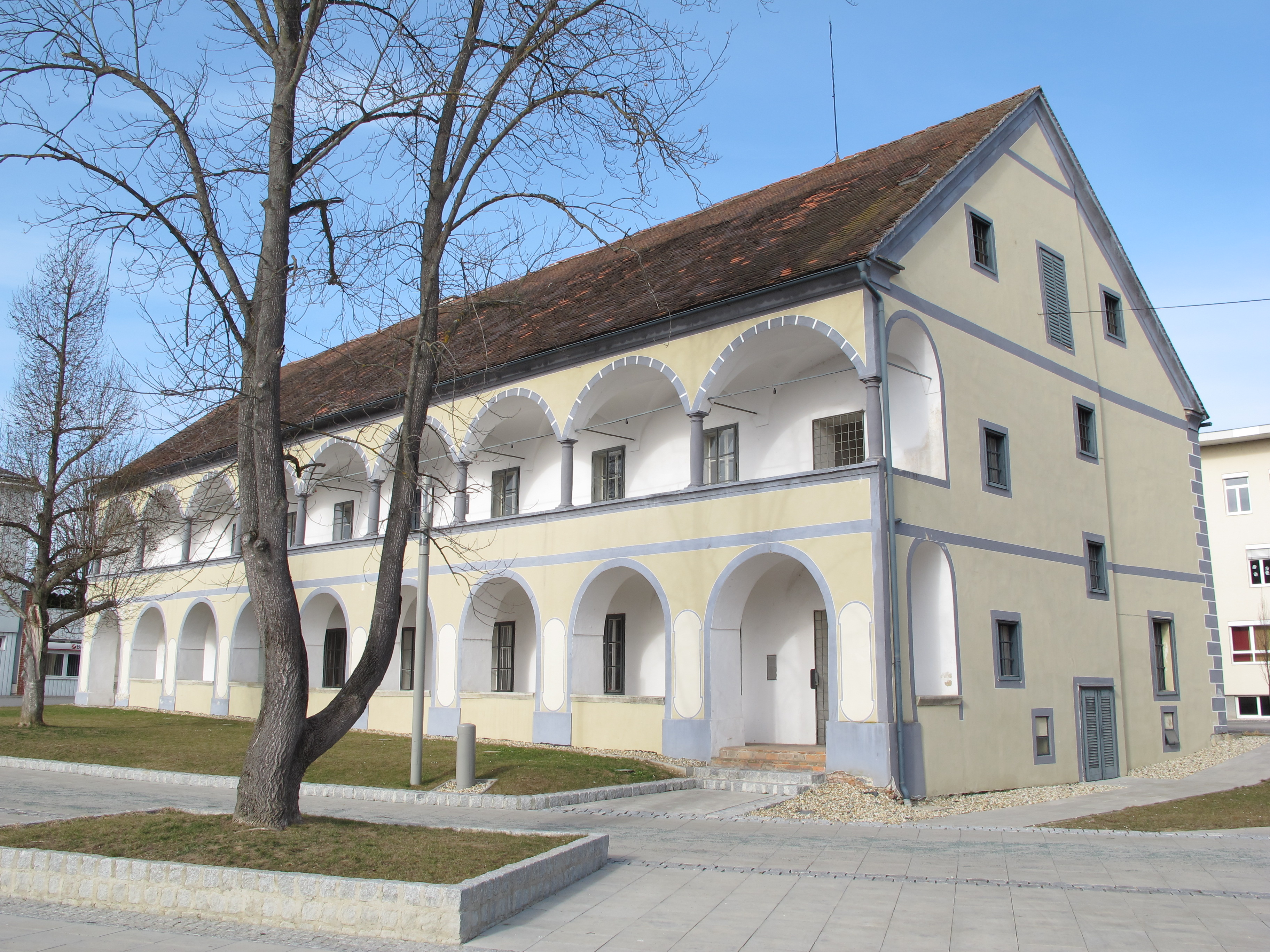
Ehem. Kastell Batthyány

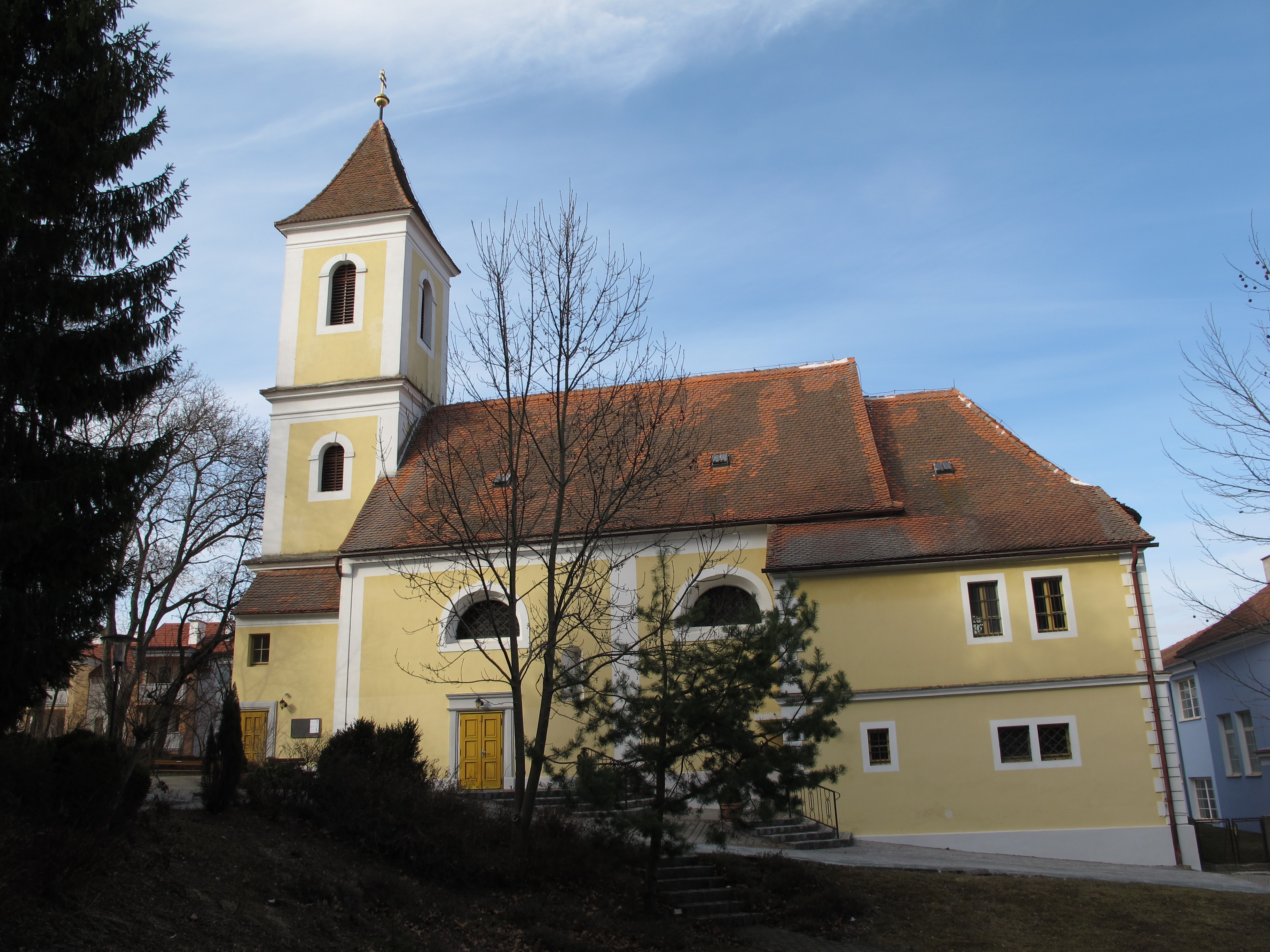
Alte Pfarrkirche Stegersbach

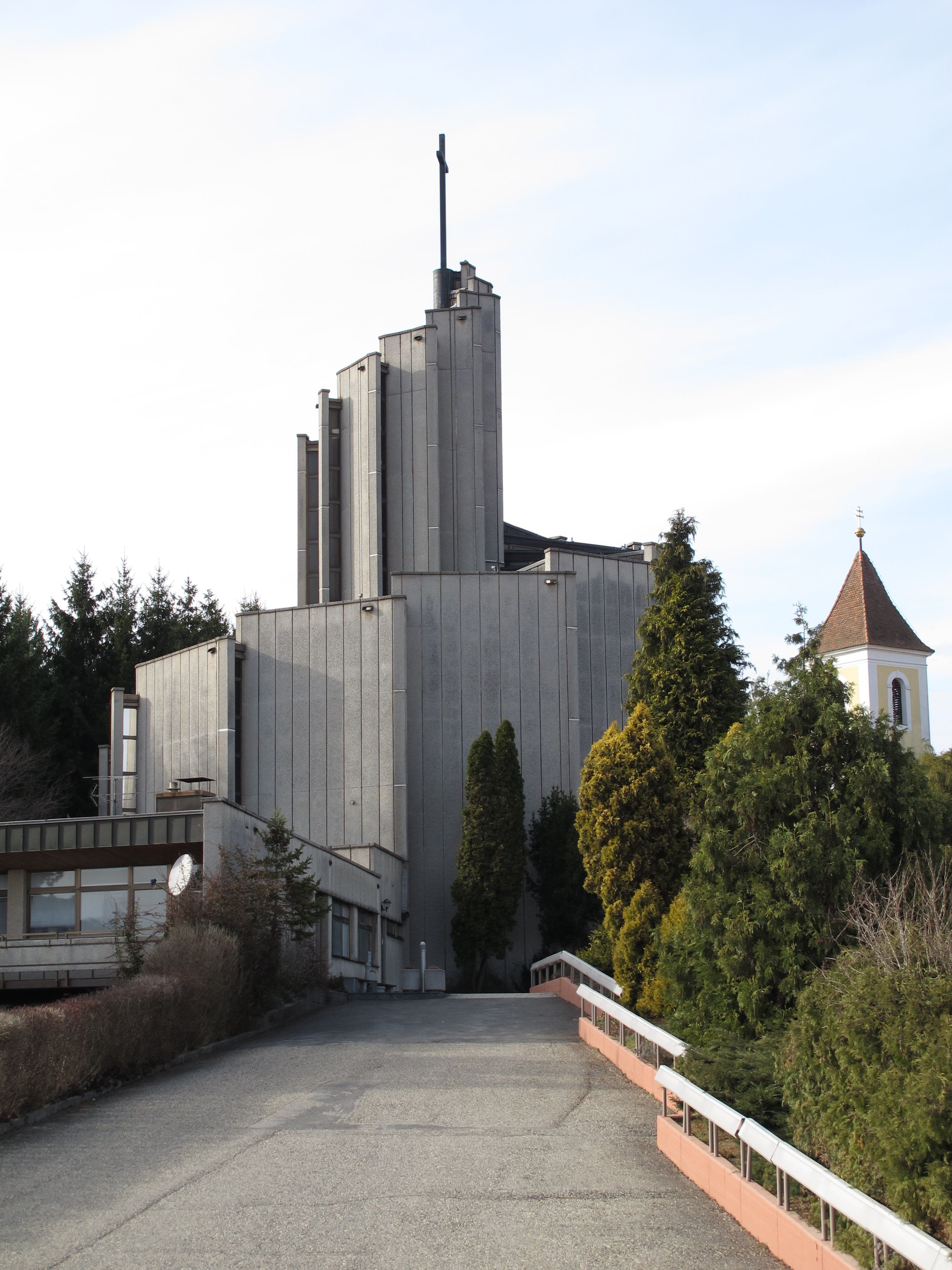
Neue Pfarrkirche Stegersbach

- Neue Pfarrkirche Stegersbach: der treppenförmige Bau wurde in den frühen 1970er Jahren erbaut
- Kastell Stegersbach: erbaut von den Grafen Batthyány im Jahr 1636 im Stil der Renaissance, Vertrag mit dem Architekten Giovanni Battista Orsolino.

## Wirtschaft und Infrastruktur

### Verkehr
Stegersbach wird von der Güssinger Straße (B57), die von Kemeten über Güssing nach Feldbach führt, durchzogen. In der Ortsmitte zweigt Richtung Westen die Stegersbacher Straße (B57a) ab, die nach Rudersdorf führt. Ebenfalls in der Ortsmitte zweigt Richtung Osten die L386 nach Unterwart ab.

### Bildung
- Kindergarten
- Volksschule
- Mittelschule
- Polytechnische Schule
- Bundeshandelsakademie und Bundeshandelsschule
- Sonderpädagogisches Zentrum
- Musikschule
- Popmusikschule

### Sport und Freizeit
- Sportstadion: erbaut 2006, Heimatstadion des Fußballvereins SV Stegersbach und des Inlineskater-Hockeyvereins „Tigers“ Stegersbach
- Allegria Familientherme Stegersbach:[4] 1998 gestaltet von Gottfried Kumpf (Kumpftherme), 2004 umgebaut, 2008 an den Tiroler Hotelier Karl Reiter verkauft[5], neuer Name „Allegria Familientherme Stegersbach by Reiters“. Im Oktober 2023 wurde bekannt, dass das Burgenland die Therme Stegersbach und das dazugehörige Resort kaufen will.[6]
- Reiters Golfschaukel Stegersbach-Lafnitztal: mit 50-Loch-Golfanlage, größte Golfschaukel Österreichs
- Während der Fußball-Europameisterschaft 2008 war in Stegersbach die Österreichische Fußballnationalmannschaft untergebracht.
- Austragungsort der Inlineskater-Hockey-Europameisterschaft im Oktober 2008 und im September 2011

## Politik

### Gemeinderat
Der Gemeinderat umfasst aufgrund der Anzahl der Wahlberechtigten insgesamt 23 Mitglieder.
| Partei          | 2022             | 2022             | 2022             | 2017    | 2017    | 2017    | 2012             | 2012             | 2012             | 2007             | 2007             | 2007             | 2002             | 2002             | 2002             | 1997             | 1997             | 1997             |
| Partei          | Sti.             | %                | M.               | Sti.    | %       | M.      | Sti.             | %                | M.               | Sti.             | %                | M.               | Sti.             | %                | M.               | Sti.             | %                | M.               |
| --------------- | ---------------- | ---------------- | ---------------- | ------- | ------- | ------- | ---------------- | ---------------- | ---------------- | ---------------- | ---------------- | ---------------- | ---------------- | ---------------- | ---------------- | ---------------- | ---------------- | ---------------- |
| SPÖ             | 1060             | 66,21            | 16               | 966     | 58,65   | 14      | 994              | 59,13            | 14               | 967              | 62,11            | 14               | 972              | 61,71            | 14               | 780              | 53,61            | 11               |
| ÖVP             | 485              | 30,29            | 7                | 549     | 33,33   | 8       | 645              | 38,37            | 9                | 590              | 37,89            | 9                | 536              | 34,03            | 8                | 469              | 32,23            | 7                |
| FPÖ             | 56               | 3,50             | 0                | 81      | 4,92    | 1       | 42               | 2,50             | 0                | nicht kandidiert | nicht kandidiert | nicht kandidiert | 67               | 4,25             | 1                | 206              | 14,16            | 3                |
| Grüne           | nicht kandidiert | nicht kandidiert | nicht kandidiert | 51      | 3,10    | 0       | nicht kandidiert | nicht kandidiert | nicht kandidiert | nicht kandidiert | nicht kandidiert | nicht kandidiert | nicht kandidiert | nicht kandidiert | nicht kandidiert | nicht kandidiert | nicht kandidiert | nicht kandidiert |
| Wahlberechtigte | 2386             | 2386             | 2386             | 2207    | 2207    | 2207    | 2204             | 2204             | 2204             | 2086             | 2086             | 2086             | 2024             | 2024             | 2024             | 1881             | 1881             | 1881             |
| Wahlbeteiligung | 71,84 %          | 71,84 %          | 71,84 %          | 78,79 % | 78,79 % | 78,79 % | 82,08 %          | 82,08 %          | 82,08 %          | 81,83 %          | 81,83 %          | 81,83 %          | 85,28 %          | 85,28 %          | 85,28 %          | 87,35 %          | 87,35 %          | 87,35 %          |

### Gemeindevorstand
Neben Bürgermeister Jürgen Dolesch (SPÖ) und den beiden Vizebürgermeistern  Andreas Schabhietl (SPÖ) und Florian Lang (ÖVP) gehören weiters die geschäftsführenden Gemeinderäte Ernst Friedl (SPÖ), Gudrun Tanczos (SPÖ), Karl Krammer (SPÖ), und Andreas Sagmeister (ÖVP) dem Gemeindevorstand an.

### Bürgermeister
Bürgermeister ist Jürgen Dolesch (SPÖ).
In der konstituierenden Sitzung des Gemeinderats wurde  Andreas Schabhietl (SPÖ) zum ersten Vizebürgermeister und Florian Lang (ÖVP) zum zweiten Vizebürgermeister gewählt.
Leiter des Gemeindeamts ist  Alexander Friedl.

### Chronik der Bürgermeister
- 1937 bis 1938 Johann Wagner jun.
- 1945 bis 1946 Felix Wagner
- 1946 bis 1947 Franz Siderits
- 1947 bis 1957 und 1962 bis 1963  Johann Kapesky
- 1957 bis 1958 Johann Murlasits
- 1958 bis 1962 Hubert Wukovits
- 1963 bis 1983 Alexander Pratl
- 1983 bis 1997 Walter Fabics (SPÖ)
- 1997 bis 2021 Heinz Peter Krammer (SPÖ)
- seit 2021 Jürgen Dolesch (SPÖ)

### Gemeindepartnerschaften
- Northampton (Pennsylvania)

## Persönlichkeiten
- Franz Krammer (1890–1975), Oberamtmann und Politiker (SPÖ)
- Johann Wagner (1897–1979), Politiker (ÖVP), Landeshauptmann des Burgenlands
- Eduard Gager (1896–?), Politiker (NSDAP)
- Karl Krammer (1909–1967), Kaufmann, Mitglied des Bundesrates und Abgeordneter zum Nationalrat
- Karl Popofsich (1910–?), Politiker (NSDAP)
- Wilhelm Holper (1929–1983), Kammeramtsdirektor und Politiker (SPÖ); er besuchte die Hauptschule in Stegersbach
- Eduard Sauerzopf (1930–2011), Zeichner
- Johann Wolf (1931–2006; † in Stegersbach), Politiker (ÖVP)
- Walter Fabics (1931–2017), Politiker, lebte ab 1932 in Stegersbach
- Helmut Siderits (1939–2023), Schauspieler, Theaterregisseur und -leiter
- Rudolf Jusits (1948–2005), Schauspieler und Regisseur
- Edit Schlaffer (* 1950), Sozialwissenschaftlerin, ist hier geboren und verbrachte die ersten Jugendjahre hier
- Kurt René Plisnier, Musiker (Keyboard), Mitglied der Rockband „Opus“ (Welthit: Live is life)